# Miroslav Ulčar
Miroslav Ulčar, slovenski novinar, urednik. Jesenice, 30. julij 1941 - 28. maj 2005, Ljubljana.
Študiral je slovenščino. Bil je novinar ina nato urednik Revije Obramba. Napisal je mdr. priročnik Obramba in zaščita (1985) in sodeloval pri enciklopedijii orožja ter pri angleško-slovenskem slovarju.

## Odlikovanja in priznanja
- medalja za sodelovanje in prijateljstvo (7. julij 2000)